# Titularbistum Amblada
Amblada ist ein Titularbistum der römisch-katholischen Kirche.
Es geht zurück auf einen untergegangenen Bischofssitz in der antiken Stadt Amblada, die in der kleinasiatischen Landschaft Lykaonien lag. Das Bistum war der Kirchenprovinz Iconium zugeordnet.
| Titularbischöfe von Amblada |                        |                                  |                  |                  |
| Nr.                         | Name                   | Amt                              | von              | bis              |
| 1                           | Eldon Bernard Schuster | Weihbischof in Great Falls (USA) | 30. Oktober 1961 | 2. Dezember 1967 |